# La mirada negra (película)
La mirada negra es una película dramática española escrita y dirigida por Karlos Alastruey.

## Argumento
Ángela es una joven con dificultades en sus relaciones afectivas. Recorremos distintos sentimientos de Ángela (alegría, celos, odio, miedo, perplejidad) y vemos cómo eso afecta a su relación con Leire, su hermana, y con Susana, su madre.

## Ficha artística
- Ana Caramés (Ángela)
- Ander Janín (Aitor)
- Imanol Reta (Koma)
- David Elorz (Sabin)
- Aintzane Alastruey (Leire)
- Katherine Vispo (Susana)
- Aurelia Neveu (Lea)
- Oihana Redin (Oihana)
- Helena Bayona (Helena)
- María Pilar Ruano (Pilar)
- Joxepe Gil (hombre de la pala)

## Comentarios
"La mirada negra" es el resultado de un experimento cinematográfico llevado a cabo por el equipo y los actores. No se partió de un guion propiamente dicho, sino de una escaleta donde se bosquejaban situaciones y se apuntaban nudos principales. En los ensayos se trabajaron los personajes y su identidad. Luego, a la hora de rodar, cada actor improvisaba los diálogos y las acciones secundarias desde su personaje. La escena se rodaba como plano secuencia, resultando cada toma con una duración de entre 5 y 7 minutos. Al acabar cada toma se hacía una consulta para ver puntos a mejorar, y se realizaban en torno a 4 o 5 tomas de cada escena por este procedimiento. Luego se tomaban algunos planos recurso y se editaba, eliminando tiempos muertos, lo que dio lugar a un montaje de tipo discontinuo donde prima la intensidad del desarrollo.
En ocasiones los actores se ocultaban entre sí acciones que habían preparado a fin de sorprender al otro y buscar una reacción más realista.

## Premios y candidaturas
La película terminó la postproducción en febrero de 2010 y se estrenó el 16 de agosto de 2010 en el New York City International Film Festival, en competición por el premio a mejor largometraje .
- Datos: Q5967367